# Gołąbki

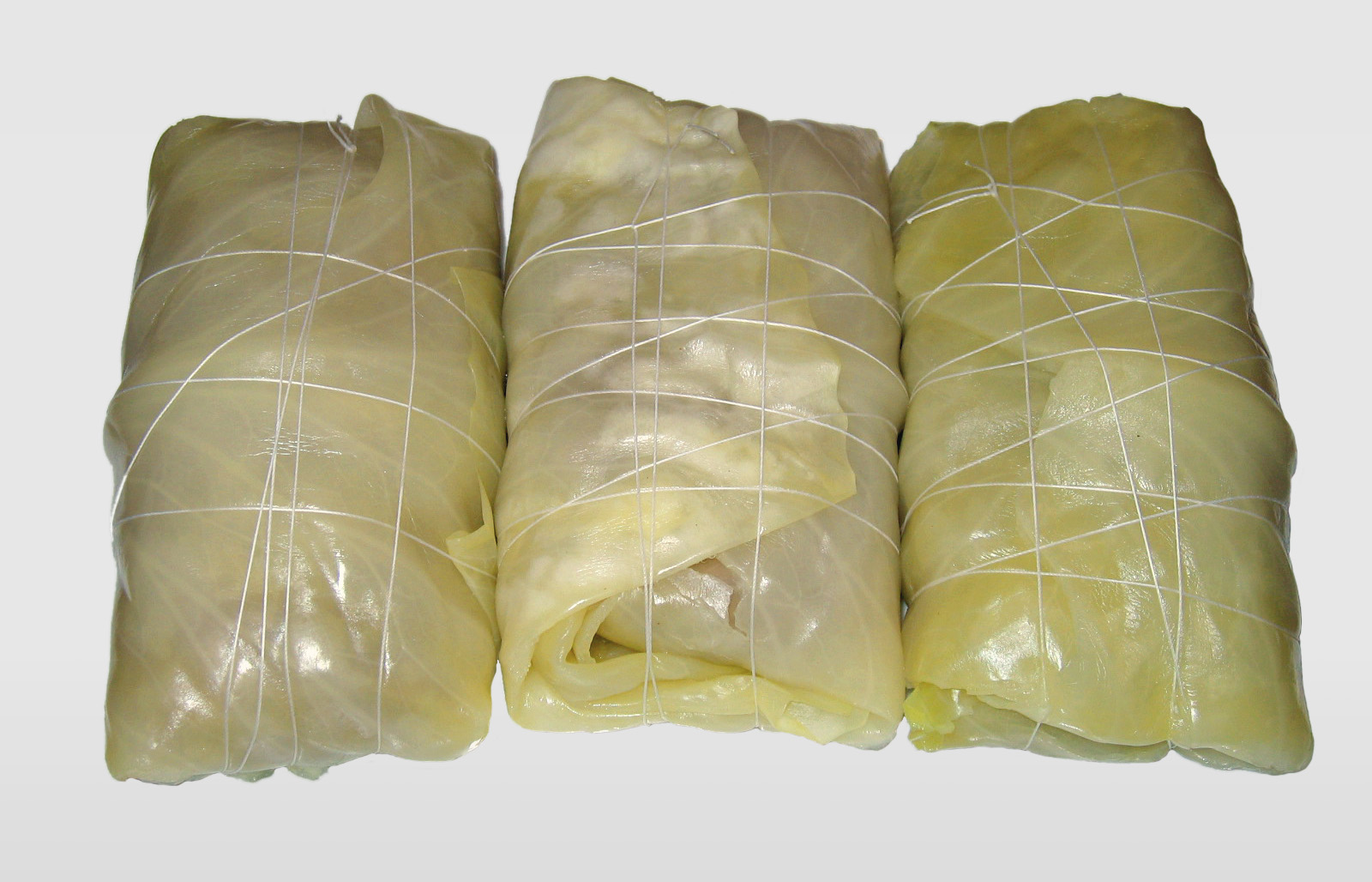
Gołąbki

Gołąbki is een traditioneel Pools gerecht; porties vulling strak omwikkeld met koolbladeren in de vorm van licht geplette rolletjes.
In de meest bekende versie betreft het de vulling van witte rijst en gemalen varkensvlees omwikkeld met wittekoolbladeren, gekookt op een klein vuur, overgoten met tomatensaus en geserveerd met apart gekookte aardappels als een warm hoofdgerecht.

## Beschrijving
Gołąbki hebben de vorm van licht geplette rolletjes en voelen zacht aan. De lengte is 6-8 cm en de diameter van het ovaal is ongeveer 4-5 cm, het is afhankelijk van de grootte van de koolbladeren.

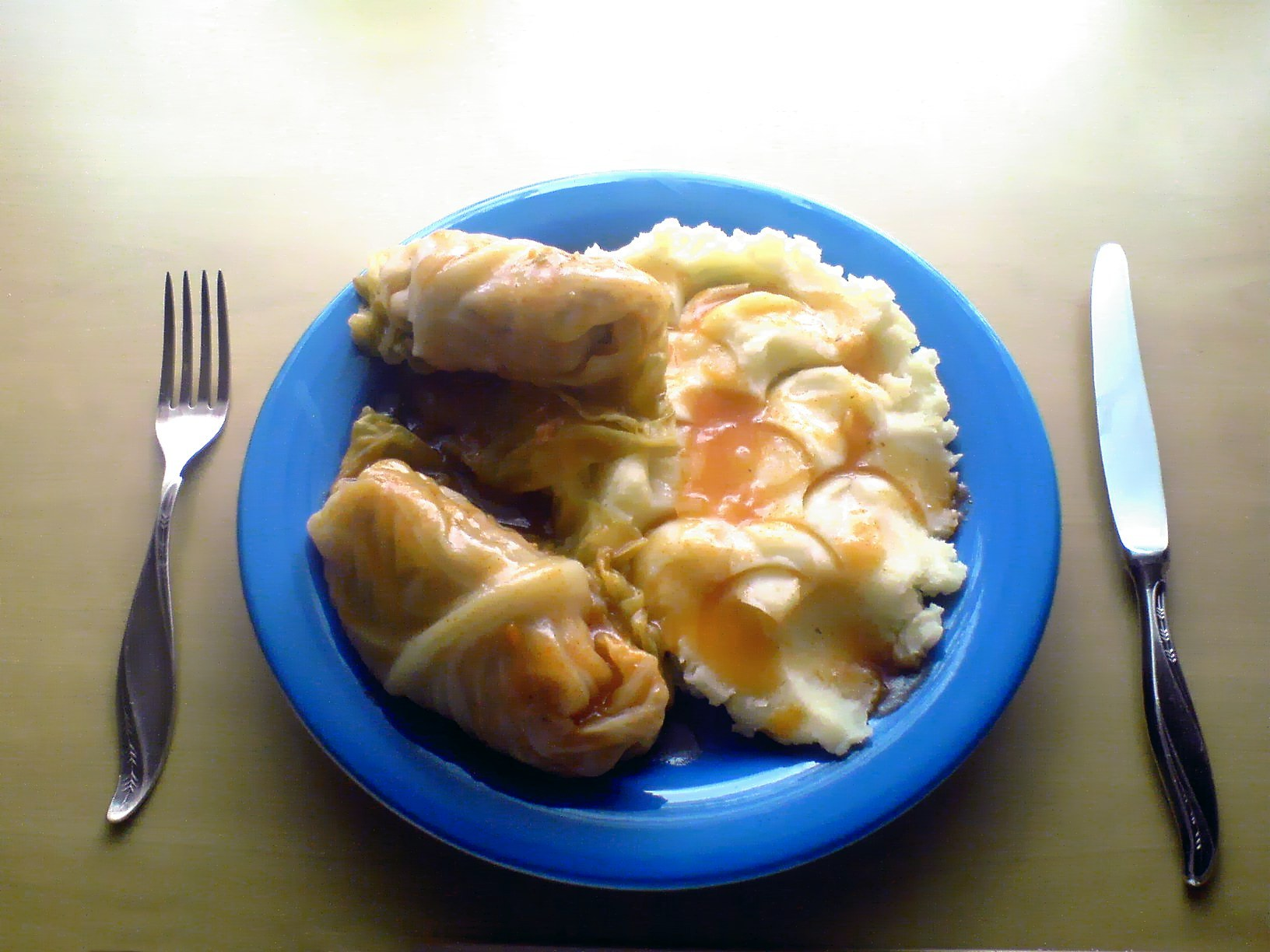
Gołąbki geserveerd als een warm hoofdgerecht

De traditionele ingrediënten van de vulling zijn: varkensgehakt (rauw of gekookt) en witte rijst of grutten, maar er kan ook kippenvlees, kalfsvlees, schapenvlees, rund of wild gebruikt worden. Er wordt zout en peper aan de vulling toegevoegd om hem op smaak te brengen. De vulling kan omwikkeld worden niet alleen met wittekoolblaadjes, maar ook met savooiekool, zowel verse als gegist tot zuurkool, en zelfs ook met jonge blaadjes van bietjes, mierikswortel of druiven. Gołąbki worden in twee a drie lagen op wat losse koolbladeren gelegd, die op de bodem van een pan liggen. Nadien wordt een klein beetje gezouten water toegevoegd en ze worden gekookt.
Het gerecht is calorierijk en zijn ingrediënten (vlees, rijst en kool) hebben een grote voedingswaarde.
Gołąbki worden meestal overgoten met tomatensaus gemaakt van verse tomaten of van tomatenpuree en eigen kookvocht verdikt met witte bloem en met toevoeging van room.  Er kunnen marjolein of komijnzaadjes toegevoegd worden gedurende de bereiding van de saus.
Het gerecht kan zowel warm als koud gegeten worden. Het gerecht is geschikt om in de koelkast 1 tot 4 dagen bewaard te worden zonder verlies van smaak of voedingswaarde. Gołąbki kunnen op vele manieren bereid worden, wat afhankelijk is van familietradities. Er zijn verschillende versies van het gerecht, bijvoorbeeld: met rijst en vlees, van grutten met paddenstoelen, van grutten en aardappels. De laatste versie is vooral bekend in Silezië.

## Geschiedenis
Het gerecht stamt uit de regio rond de stad Tarnopol. Oorspronkelijk werd het gemaakt van grutten en aardappels speciaal voor het Kerstmaal. De geschiedenis van gołąbki gaat in Polen terug tot de negentiende eeuw. Het recept werd van moeder op dochter overgedragen, waarbij het zich ontwikkelde tot het hedendaagse gerecht.  Het is ook een traditioneel gerecht in Oekraïne, waar het al in de 14de – 15de eeuw bekend was. Ook een soortgelijk gerecht wordt in de Griekse, Bulgaarse en Joodse keuken teruggevonden. Hoogstwaarschijnlijk werd het gerecht geïnspireerd op schapenvlees met rijst omwikkeld met druivenbladeren uit de Turkse en Tataarse keuken, wat daar tegenwoordig nog steeds gegeten wordt. Alleen in Midden- en Oost-Europese landen werd schapenvlees vervangen door varkensvlees, rijst door grutten en druivenbladeren door kool, wat te maken had met de verkrijgbaarheid van de ingrediënten.

## Naam
Gołąbki betekent in de Poolse taal letterlijk kleine of jonge duiven (vogels). Het is een verkleinwoord van gołąb (duif) maar dan in het meervoud.
De naam van het gerecht in de Poolse taal komt waarschijnlijk van het Oekraïense woord Голубці  en is verbasterd naar het Pools. In de Poolse taal is de naam al bekend vanaf de 19de eeuw. Het gerecht heeft een gelijk klinkende naam in het Russisch, maar gelijk klinkende namen in het Servisch en Kroatisch duiden op een soort noedels.